# Витік ріки Куна
Ви́тік ріки́ Ку́на — гідрологічна пам'ятка природи місцевого значення в Україні. Розташована в межах Жидачівського району Львівської області, на захід від села Тейсарів. 
Площа 1 га. Статус надано 1984 року. Перебуває у віданні Вільховецької сільської ради. 
Статус надано з метою збереження місця витоку річки Куна (права притока Дністра). Являє собою невелике природне озерце з потужними джерелами. 

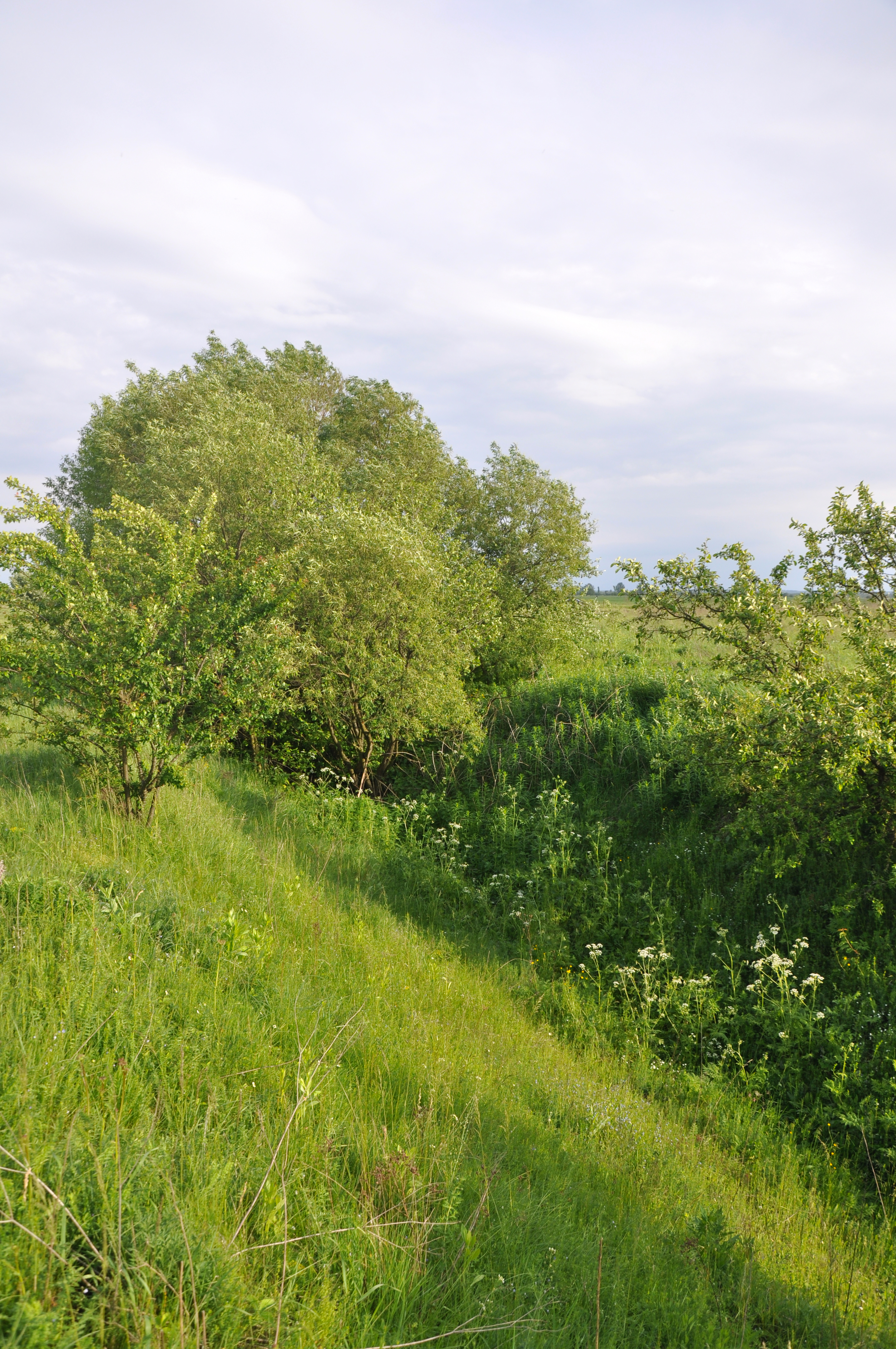
Витік ріки Куна